# Фосфатування

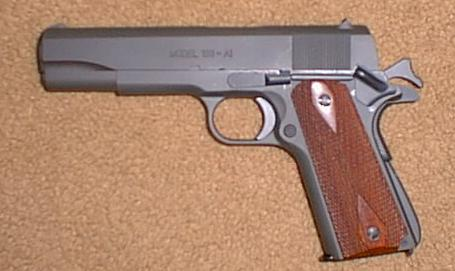
Зброя з фосфатованими (паркеризованими) поверхнями металевих деталей

Фосфатува́ння (англ. Phosphate coatings) — оброблення основного металу і покриттів хімічним або електрохімічним способом, внаслідок якого на поверхні утворюється плівка з кристалів фосфорнокислих солей (заліза, мангану або цинку), що збільшує адгезію лакофарбових покриттів і є доброю основою для їх нанесення на поверхні металевих виробів. Застосовуються фосфатні покриття (плівки) також для захисту від корозії, для зменшення тертя та для електроізоляції.

## Властивості фосфатних плівок
Фосфатуванню піддають головним чином вуглецеву і низьколеговану сталь та чавун, а також кадмій, цинк, мідь та її сплави, алюміній. Фосфатуванню погано піддаються високолеговані сталі. Колір фосфатного покриття коливається від світло-сірого до темно-сірого, майже чорного.
Плівка (завтовшки 2…5 мкм) добре утримує рідке мастило, що знижує коефіцієнт тертя; завдяки високому питомому електричному опору фосфатні покриття витримують напругу 300…500 В і зберігають стійкість за температур до 400…500 °С. За твердістю фосфатна плівка переважає мідь і латунь, але вона м'якша за сталь. Розчинність у воді при кімнатній температурі 1,5 мг/л, при 90°С — 10,6 мг/л.

## Технологія нанесення
Фосфатування здійснюється зануренням виробів у нагрітий до 90…100°С розчин фосфатів заліза, марганцю, цинку і кадмію. Промисловість випускає готовий концентрат солей під назвою «мажеф» (скорочено від рос. МАрганец, ЖЕлезо, Фосфор). Зазвичай процес триває близько 1 год. Після фосфатування й сушіння виріб зазвичай пасивується в слабкому хроматному розчині.
При холодному фосфатуванні використовують такий розчин, частин за масою:
Мажеф…………………2,5
Азотнокислий цинк…3,5
Нітрит натрію…………3,04
Вода……………………100
або:
Мажеф……………………3
Азотнокислий цинк……4
Фтористий натрій………1
Вода……………………100
Однією з технологій покращення антикорозійної стійкості металевих виробів шляхом утворення на їхній поверхні тонкого шару з нерозчинної суміші фосфорнокислих солей оксиду й закису заліза є так звана паркеризація (англ. Parkerizing). Назва технології виникла від назви американської компанії «Паркер» (Parker R. Р. С.), що запатентувала методику у 1918 року. Метод отримання покриття полягає у зануренні виробу в гарячу суміш розчину ортофосфатної кислоти та фосфатів заліза, цинку або мангану.
Електрохімічний спосіб (на змінному або постійному струмі) фосфатування чорних і кольорових металів як при кімнатній, так і при підвищених (до 65…70°С) температурах має тривалість обробки 15…20 хв, підвищення температури і густини струму скорочує час фосфатування до 5…8 хв.

## Хімія процесу
Утворення фосфатної плівки — складний фізико-хімічний процес. Формування плівки починається з електрохімічного процесу, при якому на анодних ділянках поверхні залізо (цинк) переходить в розчин у вигляді іонів, а на катодних ділянках виділяється водень:
на аноді: 
Fe → Fe2+ + 2e-; Fe2+ + HPO42- → FeHPO4
3Fe2+ + 2PO43- → Fe3 (PO4)2
Zn2+ + HPO42- → ZnHPO4
3Zn2+ + 2PO43- → Zn3 (PO4)2
на катоді: 
2H+ + 2e- → H2
З ростом фосфатної плівки швидкість процесу зменшується і після закриття всієї поверхні плівкою фосфатування припиняється й припиняється виділення водню.
Утворені дво- і тризаміщені фосфати створюють фосфатну плівку на поверхні металу. Між фосфатною плівкою і металом існує тісний кристалохімічний зв'язок — іони металу, який фосфатується і є складовою частиною фосфатної плівки.